# Obi otoshi
Obi Otoshi (帯落) é uma das técnicas de projeção (arremesso do adversário), ou habukareta waza, preservadas do jūdō. Uma técnica relacionada com o mesmo nome também está na lista do shin'yo no maki do danzan ryū jūjutsu. Ela é categorizada como uma técnica manual (te waza).

## Sistemas Incluídos
Sistemas:
- Jūdō kōdōkan, lista de técnicas de jūdō kōdōkan

Listas:
- O cânon do jūdō
- Técnicas de jūdō

## Técnicas, variantes e aliases (apelidos) semelhantes
- Queda do cinto